# كوبا بيرو 2007
كوبا بيرو 2007 (بالإسبانية: Copa Perú 2007)‏ هو الموسم 35 من كوبا بيرو ‏. فاز فيه خوان أوريتش.